# مانولت (فیلم)
مانولت (به انگلیسی: Manolete) فیلمی محصول سال ۲۰۰۸ و به کارگردانی منو میس است. در این فیلم بازیگرانی همچون آدرین برودی، پنه‌لوپه کروز، سانتیاگو سگورا، آن میچل، پپه اوسیو و خوان اچانبه ایفای نقش کرده‌اند.